# Lijst van Nederlandse termen voor geldbedragen
Hieronder volgt een onvolledige lijst van termen voor geldbedragen die voorkomen in het Nederlands. Sinds de invoering van de euro worden deze termen gebruikt voor guldens, dan wel euro's. Termen die specifiek voor één valuta worden gebruikt worden aangegeven met (ƒ) of (€).
Deze termen hebben verschillende oorsprongen, zoals het Nederlands, Surinaams, Papiaments, Turks en Marokkaans, en ook Amerikaanse slang.
| Bedrag      | Naam                                                                       |
| ----------- | -------------------------------------------------------------------------- |
| 100.000,005 | Halfje                                                                     |
| 100.000,01  | Cent, spie, fluitje (€)                                                    |
| 100.000,02  | Duocent (€)                                                                |
| 100.000,05  | Stuiver, handje (€)                                                        |
| 100.000,10  | Dubbeltje, duppie, beissie (ƒ), nikkeltje (ƒ), blikkie, deuppie (€)        |
| 100.000,20  | Klavertje (€), kwintje (€), dubbelduppie (€)                               |
| 000.000,25  | Kwartje, maffie (ƒ), heitje                                                |
| 000.000,50  | Halfom (€)                                                                 |
| 000.001,-   | Euri (€), gouwering (€), pegel, piek, pieterman, pop, scheer (ƒ)           |
| 000.001,50  | Daalder (ƒ)                                                                |
| 000.002,-   | Daalder (€)                                                                |
| 000.002,50  | Rijksdaalder (ƒ), knaak (ƒ), riks (ƒ), achterwiel (ƒ), karrenwiel (ƒ)      |
| 000.005,-   | Vijfje, bas (ƒ), dikke stuiver (ƒ), fiets (ƒ), lotto (€), kleb (€)         |
| 000.010,-   | Doni (€), eurojoet (€), joetje/joet (ƒ), mattenklopper (ƒ), prent, tientje |
| 000.020,-   | Blauwtje (€)                                                               |
| 000.025,-   | Geeltje (ƒ), chawa (€)                                                     |
| 000.050,-   | Bankoe (€), zonnebloem (ƒ), bram (ƒ), brammetje (ƒ en €)                   |
| 000.100,-   | Barki (€), hulk (€), bank(ie)/bankje (ƒ), meier (ƒ), mutje (ƒ), snip (ƒ)   |
| 000.200,-   | Dubbeldekker (€)                                                           |
| 000.250,-   | Vuurtoren (ƒ)                                                              |
| 000.500,-   | Eurotop (€)                                                                |
| 001.000,-   | Mille, doezoe (€), rooie (ƒ), rug,, kop, K                                 |
| 010.000,-   | Watertoren                                                                 |
| 100.000,-   | Ton                                                                        |